# Públio Juvêncio Celso Tito Aufídio Ênio Severiano
Públio Juvêncio Celso Tito Aufídio Ênio Severiano (em latim: Publius Juventius Celsus Titus Aufidius Hoenius Severianus; m. 67 – 130 (63 anos)) foi um senador romano nomeado cônsul sufecto para o nundínio de maio a agosto de 115 com Lúcio Júlio Frúgio e eleito cônsul em 129 com Lúcio Nerácio Marcelo. Filho de um pouco conhecido jurista de mesmo nome e por isso conhecido como Celsus filius, Celso foi, juntamente com Juliano, o mais influente jurista romano do final do período clássico.

## Origem
Celso provavelmente nasceu no norte da Itália, onde o seu nome gentílico era comum. Em 106 ou 107 serviu como pretor, depois foi governador da Trácia (114-115) e finalmente foi nomeado cônsul sufecto em 115. Quatorze anos depois, foi eleito cônsul ordinário e terminou sua carreira como procônsul da Ásia entre 129 e 130, um posto considerado como o ápice de uma vitoriosa carreira senatorial.
No direito, Celso sucedeu ao seu pai, conhecido como Juvêncio Celso, como líder da Escola Proculana. Foi membro do consilium de Adriano e ajudou a aprovar o "Senatus consultum Iuventianum", que determinou que um detentor de boa-fé de uma herança que não era sua só precisava devolver o que havia ganho com base nela. Um dos muitos dicta atribuídos a ele, "impossibilium nulla obligatio est" ("Não existe obrigação de realizar o impossível"), foi incorporado ao moderno sistema legal. Apesar disto, Plínio, o Jovem, criticou sua fraca retórica.
Sua obra principal são seus "39 Libri digestorum" (abrev.: Dig.).

## Ditos famosos
- "Ius est ars boni et aequi" – "A lei é arte do bom e do justo".[1]
- "Scire leges non hoc est verba earum tenere, sed vim ac potestatem" – "Saber a lei não significa conhecer suas palavras, mas sim sua intenção e objetivo".[2]
- "Incivile est, nisi tota lege perspecta, una aliqua particula eius proposita iudicare vel respondere" – "Não é correto julgar ou aconselhar com base num pedaço da lei, sem ter em mente a totalidade da lei".[3]
- "Impossibilium nulla obligatio est" – "Não existe obrigação de realizar o impossível".[4]
- "Nihil aliud est actio quamd ius quod nobis debeatur, iudicio persequendi" – "Uma ação não é nada além do direito de recuperar, pelo processo judicial com base em méritos, o que é devido".[5]